# Papiro 28

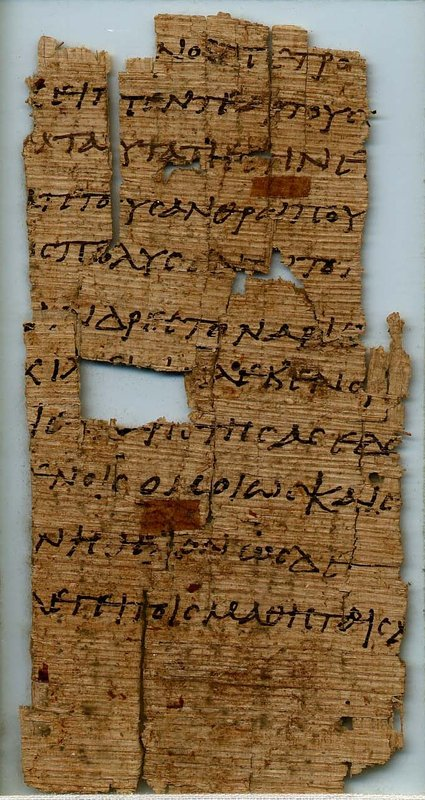
El Papiro 28, también llamado POxi1596 contiene parte del Evangelio según Juan

El Papiro 28 (en la numeración Gregory-Aland), designado como 𝔓28, es una copia antigua del Nuevo Testamento en griego. Es un manuscrito en papiro del Evangelio según Juan, contiene únicamente una hoja con el texto del Evangelio según Juan 6:8-12.17-22. El manuscrito paleográficamente ha sido asignado a finales del siglo III.

## Descripción
El texto está escrito en tamaño medio semiuncial. Es una hoja única, escrita en 12 líneas por página (originalmente 25 líneas). Utiliza los nombres sagrados, pero incompleta. La escritura es bastante similar a la del P. Oxy. 1358. Originalmente tenía 13 cm por 20 cm. El texto está escrito en 25 líneas por página.

## Texto
El texto griego de este códice es una representación del tipo textual alejandrino (más bien protoalejandrino). Aland lo ubicó en la Categoría I. Según Aland este representa un "texto normal". Este manuscrito muestra una cercana coincidencia con el 𝔓75 (en 7 de las 10 variantes). Según Grenfell y Hunt más cercano al Vaticano que al Sinaítico. Únicamente en un caso coincide con el Códice Alejandrino en vez del Sinaítico y Vaticano (Juan 6:11). Grenfell y Hunt notaron que el texto no está "muy bien escrito". Tiene cinco lecturas únicas. En Juan 6:10 tiene πεντακισ]χιλειοι, ελεβεν en lugar de ελαβεν, en 6:19 ενγυς en lugar de εγγυς, en 6:20 φοβεισθαι en lugar de φοβεισθε, en 6:22 ιδεν en lugar de ειδεν.

## Historia
El manuscrito fue descubierto en Oxirrinco por Grenfell y Hunt, publicaron el texto en 1919. En la lista de los manuscritos encontrados en Oxirrinco esta en la posición en 1596. Aland lo fechó al siglo III, y Comfort a finales del siglo III.
El manuscrito fue encontrado junto con otros documentos de los siglos III y IV.
Actualmente está guardado en la Escuela Pacífica de Religión (Pap. 2) en Berkeley.

## Lectura adicional
- B. P. Grenfell & A. S. Hunt, Oxyrynchus Papyri OP XIII, (Londres 1919), pp. 8–10.